# Kemence
Kemence là một thị trấn thuộc hạt Pest, Hungary. Thị trấn này có diện tích 42,75 km², dân số năm 2010 là 972 người, mật độ 23 người/km².